# UFC 200
UFC 200: Tate vs. Nunes è stato un evento di arti marziali miste tenuto dalla Ultimate Fighting Championship svolto il 9 luglio 2016 alla T-Mobile Arena di Las Vegas, Stati Uniti.

## Retroscena
Questo è stato il primo evento che la UFC ha organizzato alla T-Mobile Arena, aperto ad aprile del 2016. Questo evento farà parte dell'Internation Fight Week, ovvero la seconda volta in cui la promozione organizzava tre eventi in tre giorno consecutivi.
Il rematch nella categoria dei pesi welter tra il vincitore della quinta stagione di The Ultimate Fighter Nate Diaz e il campione dei pesi piuma UFC Conor McGregor doveva svolgersi come main event della card. I due si erano già affrontati all'inizio dell'anno a UFC 196, in un match che vide trionfare inaspettatamente Diaz per sottomissione. Tuttavia, il 19 aprile dopo una serie di situazioni, McGregor twittò sul social network un probabile suo ritiro; ciò portò la UFC a rimuoverlo dalla card. Successivamente, il presidente della promozione Dana White affermò che la rimozione di McGregor era dovuta alla sua assenza alla conferenza stampa che doveva tenersi in quella settimana. Due giorni dopo, McGregor rilasciò un'intervista dove spiegò che non si sarebbe ritirato ma che aveva bisogno di più tempo per allenarsi senza nessuna distrazione mediatica. In seguito la UFC decise di cancellare l'incontro.
Il 27 aprile, venne annunciato ufficialmente che come main event della card si affronteranno in un rematch per unificare il titolo dei pesi mediomassimi UFC, il campione Daniel Cormier e il campione ad interim Jon Jones. I due si erano già affrontati a UFC 182 a gennaio del 2015, dove Jones difese con successo il titolo per decisione unanime. Dopo la vittoria, Jones venne privato del titolo e sospeso a tempo indeterminato a causa di un incidente stradale con successiva omissione di soccorso. Cormier quindi lo sostituì nel match contro Anthony Johnson all'evento UFC 187, dove vinse il titolo reso vacante. Il rematch tra Cormier e Jones doveva tenersi a UFC 197, ma Cormier venne rimosso dalla card tre settimane prima a causa di un infortunio, venendo così rimpiazzato da Ovince Saint Preux; in tale occasione Jones si aggiudico il titolo ad interim. Il 6 luglio, venne annunciata la cancellazione del match tra Cormier e Jones, a causa di una potenziale violazione delle leggi anti-doping da parte di quest'ultimo; in seguito venne scelto come main event il match tra Tate e Nunes. Durante la messa in onda dell'evento UFC Fight Night: dos Anjos vs. Alvarez, venne annunciato che Daniel Cormier affronterà Anderson Silva nella categoria dei pesi mediomassimi in un match di tre round non valido per il titolo.
Il 4 giugno, durante la messa in onda di UFC 199, venne annunciato che l'ex campione dei pesi massimi Brock Lesnar farà il suo ritorno nell'ottagono per affrontare Mark Hunt.
A causa della lunga assenza da parte di McGregor nella categoria dei pesi piuma la UFC decise di far affrontare, per il titolo ad interim dei pesi piuma, l'ex campione José Aldo e l'ex campione dei pesi leggeri Frankie Edgar. I due si erano giù affrontati in passato, dove Aldo difese il proprio titolo contro Edgar all'evento UFC 156 del 2013.
Nella card si affrontarono per il titolo dei pesi gallo femminili UFC, la campionessa Miesha Tate e Amanda Nunes.
L'ex campione dei pesi mediomassimi Strikeforce Gegard Mousasi, avrebbe dovuto affrontare Derek Brunson, ma il 19 giugno Brunson subì un infortunio e venne rimpiazzato da Thiago Santos.
L'incontro di pesi leggeri tra Joe Lauzon e il vincitore della prima stagione di The Ultimate Fighter Diego Sanchez, doveva tenersi inizialmente all'evento UFC 180. Tuttavia, l'incontro venne cancellato a causa di un infortunio da parte di entrambi i lottatori. L'incontro venne quindi spostato per questo evento.
Durante la cerimonia del peso Hendricks superò il limite massimo della sua categoria, pesando 77,68 kg. Secondo la nuova procedura del taglio del peso, a Hendricks non gli venne concesso un ulteriore tentativo. In seguito, venne penalizzato con la detrazione del 20% del suo stipendio.

## Risultati
|                                                   | Divisione              |                 |                 |                  | Metodo                                  | Round           | Tempo           | Premio          |
| Card Principale                                   | Card Principale        | Card Principale | Card Principale | Card Principale  | Card Principale                         | Card Principale | Card Principale | Card Principale |
| ------------------------------------------------- | ---------------------- | --------------- | --------------- | ---------------- | --------------------------------------- | --------------- | --------------- | --------------- |
| Sfida valida per il titolo di campione indiscusso | Pesi Gallo (F)         | Amanda Nunes    | batte           | Miesha Tate (c)  | Sottomissione (rear-naked choke)        | 1               | 3:16            | POTN            |
|                                                   | Pesi Massimi           | Brock Lesnar    | vs.             | Mark Hunt        | No contest (rovesciato)                 | 3               | 5:00            |                 |
|                                                   | Pesi Mediomassimi      | Daniel Cormier  | batte           | Anderson Silva   | Decisione unanime (30-26, 30-26, 30-26) | 3               | 5:00            |                 |
| Sfida valida per il titolo di campione ad interim | Pesi Piuma             | José Aldo       | batte           | Frankie Edgar    | Decisione unanime (49-46, 49-46, 48-47) | 5               | 5:00            |                 |
|                                                   | Pesi Massimi           | Cain Velasquez  | batte           | Travis Browne    | KO Tecnico (pugni)                      | 1               | 4:57            | POTN            |
| Card Preliminare (Fox Sports 1)                   |                        |                 |                 |                  |                                         |                 |                 |                 |
|                                                   | Pesi Gallo (F)         | Julianna Peña   | batte           | Cat Zingano      | Decisione unanime (29-28, 29-28, 29-28) | 3               | 5:00            |                 |
|                                                   | Catchweight (77,68 kg) | Kelvin Gastelum | batte           | Johny Hendricks  | Decisione unanime (29-28, 30-27, 30-27) | 3               | 5:00            |                 |
|                                                   | Pesi Gallo             | T.J. Dillashaw  | batte           | Raphael Assunção | Decisione unanime (30-27, 30-27, 30-27) | 3               | 5:00            |                 |
|                                                   | Pesi Leggeri           | Sage Northcutt  | batte           | Enrique Marín    | Decisione unanime (29-28, 29-28, 29-28) | 3               | 5:00            |                 |
| Card Preliminare (UFC Fight Pass)                 |                        |                 |                 |                  |                                         |                 |                 |                 |
|                                                   | Pesi Leggeri           | Joe Lauzon      | batte           | Diego Sanchez    | KO Tecnico (pugni)                      | 1               | 1:26            | POTN            |
|                                                   | Pesi Medi              | Gegard Mousasi  | batte           | Thiago Santos    | KO Tecnico (pugni)                      | 1               | 4:32            | POTN            |
|                                                   | Pesi Leggeri           | Jim Miller      | batte           | Takanori Gomi    | KO Tecnico (pugni)                      | 1               | 2:18            |                 |

## Premi
I lottatori premiati ricevettero un bonus di 50.000 dollari.
Legenda:
- FOTN: Fight of the Night (vengono premiati entrambi gli atleti per il miglior incontro dell'evento)
- POTN: Performance of the Night (viene premiato il vincitore per la migliore performance dell'evento)

## Incontri Annullati
|                                                   | Divisione         |                    |        |                | Motivo                                              |
| ------------------------------------------------- | ----------------- | ------------------ | ------ | -------------- | --------------------------------------------------- |
|                                                   | Pesi Welter       | Conor McGregor     | contro | Nate Diaz      | Il match venne cancellato                           |
|                                                   | Pesi Medi         | Gegard Mousasi     | contro | Derek Brunson  | Brunson subì un infortunio                          |
| Sfida valida per il titolo di campione indiscusso | Pesi Mediomassimi | Daniel Cormier (c) | contro | Jon Jones (ic) | Jones venne trovato positivo ad un test anti-doping |